# Gelindo
Il Gelindo è un testo teatrale popolare in lingua piemontese, di tradizioni secolari. Fino ad almeno la seconda guerra mondiale, è stato, nel suo genere, il più presente e conosciuto in Piemonte.

## Storia
Si tratta di una sacra rappresentazione (divòta comedia) in lingua piemontese (per metà sacra e per metà comica), da rappresentarsi nel periodo natalizio, che narra la "Favola del pastore Gelindo". L'origine del Gelindo è sicuramente da ricercarsi nel Monferrato e gli studiosi concordano nel porre la sua prima scrittura nel XVII secolo. La sua tradizione orale è nettamente apparentata al teatro medievale di tutta l'area franco piemontese, ai Misteri (in francese Mystères) e ai presepi viventi di francescana memoria, diventati in seguito drammi sacri con forte presenza di elementi profani.

## Trattatistica
Del Gelindo parlarono nel 1894 Costantino Nigra e Delfino Orsi, nel loro libro dedicato alle sacre rappresentazioni della Natività (differenti dal Gelindo), ancora ben vive nel Canavese del XIX secolo. Nel 1896 lo studioso Rodolfo Renier pubblicò un saggio filologico dedicato a questo personaggio, accompagnato dal testo della sacra rappresentazione ottenuto confrontando due versioni popolari (una alessandrina, l'altra monferrina) del 1839 e del 1842. Nel 2001, al Gelindo fu dedicato un ampio saggio da parte dello studioso Roberto Leydi, con un importante intervento di Umberto Eco.

## La trama
Gelindo è un pastore, un uomo semplice, burbero, un po' testone, ma dal cuore d'oro, con un agnello disposto intorno al collo e legato davanti sul petto nelle quattro zampe, che per obbedire al censimento dell'imperatore lascia la sua casa in Monferrato e, per quella magia che avviene solo nelle favole, si ritrova dalle parti di Betlemme. Lì incontrerà Giuseppe e Maria, li aiuterà a trovare la grotta ove alloggiare, e sarà lui il primo a visitare il Bambino Gesù. Nella trama del Gelindo assistiamo a scene contadinesche che possono sembrare ingenue, ma che raccolgono in sé tutta la meraviglia riconoscente delle anime semplici. Gelindo e la sua famiglia trattano la Madonna e San Giuseppe senza soggezione, usando espressioni semplici e genuine, e davanti al Bambino Gesù si comportano esattamente come con uno dei loro bambini.

## Diffusione
- Piemonte
  - Alessandria. Presso il Teatro San Francesco - di proprietà del convento cittadino dell'Ordine dei frati minori cappuccini, va in scena l'opera di Gelindo dal 1924.
  - Terre del Roero. Curato dall'Ecomuseo delle Rocche del Roero.
  - A Seppiana Verbano-Cusio-Ossola, (ora Borgomezzavalle), viene rappresentata da molti anni tradizionalmente il 6 gennaio.
  - A Borriana (Provincia di Biella) viene rappresentato dal 2017 con una compagnia di attori non professionisti, tutti del paese; la rappresentazione è in dialetto biellese per iniziativa dell'Associazione El Chinché, che ha come obiettivo il recupero della Chiesetta sconsacrata di San Bernardo, per anni utilizzata anche come teatro.
- Liguria
  - La tradizione del Gelindo è conosciuta anche in Liguria, nella quale è nota come "U pastù Gelindu".

## Nella cultura di massa
La presenza del Gelindo ha lasciato traccia anche nei proverbi e nei modi di dire piemontesi. Nella storia, Gelindo vorrebbe partire ma non riesce a farlo o perché dimentica sempre qualcosa, oppure torna indietro perché non si fida della moglie e vuole darle ogni volta un'ulteriore raccomandazione (e ciò accade più e più volte). Da ciò deriva il modo di dire “Gelindo ritorna” , indirizzato a chi tenta di fare qualcosa ma ogni volta torna sui suoi passi senza concluderlo.
Gelindo è il protagonista di una puntata della seconda stagione di Faccende complicate di Valerio Lundini in cui il conduttore cerca di renderlo noto nella tradizione presepistica napoletana. Per farlo cercherà di conquistare la simpatia del pubblico partenopeo tramite un incontro di wrestling.